# Bahrainona
Bahrainona (àrab: بحريننا, Baḥraynu-nā, ‘Bahrain nostre’) és l'himne nacional de Bahrain. Adoptat el 1971 després de la independència, la lletra va ser escrita per Mohamed Sudqi Ayyash (1925-). El compositor n'és desconegut.